# Den sköna Galathea

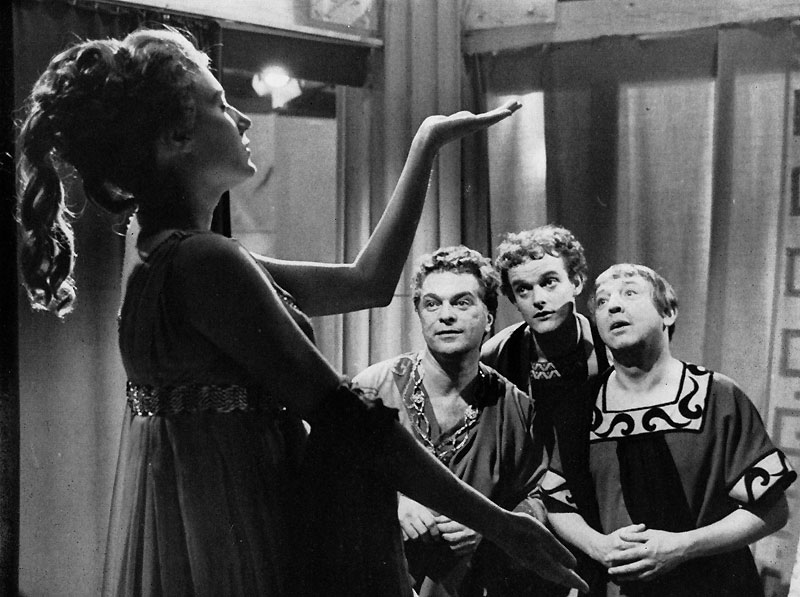
Svensk TV-teater 1963. Margaretha Meyerson som Galathea, Olav Gerthel som Mydas, Lars Ekman som Ganymedes och Karl-Gustaf Lindström som Pygmalion.

Den sköna Galathea (tyska: Die schöne Galathée) är en operett i två akter med musik av Franz von Suppé. Libretto av kompositören och 'Poly Henrion', pseudonym för Leonhard Kohl von Kohlenegg.

## Historia
Efter framgången med Jacques Offenbachs franska operett Sköna Helena 1864 försökte sig teaterdirektören Karl Treumann i Wien på att förena Offenbachs "mytologisk stoff i komisk aktualisering med en kvinnlig stjärna" med wieneroperetten och gav uppdraget till Franz von Suppé. Texten var en bearbetning av Victor Massés Opéra comique Galathée (1852). Trots att verket kunde ses som en medvetet försök att textmässig skapa en wiensk motsvarighet till de franska offenbachiaderna var Suppés musik ingalunda någon imitation av den franske tonsättarens. Publiken tyckte om stycket och trots oförstående kritik på en del håll kunde Suppé känna sig nöjd och belåten med sin pionjärinsats inom wieneroperetten.
Rollen som tjänaren Ganymedes var enligt tidens sed skriven som en byxroll och sjöngs av den berömda komediskådespelerskan Anna Grobecker. Det pikanta i att hon var tvungen att framföra en "Kyssduett" med Galathea bidrog väsentligt till verkets framgång. 
Operetten hade urpremiär på Meysels-Theater i Berlin den 30 juni 1863. London-premiär följde den 6 november 1871 och New York-premiär den 6 september 1867.
Den svenska premiären ägde rum på Humlegårdsteatern i Stockholm den 8 augusti 1868 och den sattes upp för första gången på Stockholmsoperan med premiär den 20 oktober 1929, där den fanns på repertoaren i tio år.
1963 gjordes en svensk TV-uppsättning med artister från Malmö stadsteater.

## Personer
| Roller              | Röststämma  | Premiärbesättning 30 juni 1865 |
| ------------------- | ----------- | ------------------------------ |
| Galathea (Galathée) | sopran      | Emilie Kraft                   |
| Ganymedes (Ganymed) | mezzosopran | Anna Grobecker                 |
| Midas (Mydas)       | baryton     | Karl Treumann                  |
| Pygmalion           | tenor       | Telek                          |

## Handling
Operetten utspelar sig i den grekiska mytologin, som den parodierar. Skulptören Pygmalion blir förälskad i sin staty av Galatea och vill därför inte sälja den till Mydas, en konstmecenat. I stället så ber han Venus, kärlekens gudinna, att hon ska skänka liv åt statyn. Han får sin vilja fram, men Galathea visar sig vara en mycket självständig och viljestark varelse. Hon bedrar Pygmalion med dennes betjänt Ganymedes och avvisar inte Mydas då han erbjuder henne juveler. Efter att Pygmalion avslöjat Galathea i en komprometterande situation, så ber han Venus att åter förvandla henne till sten. Så blir det och även Mydas juveler blir till sten, men statyn blir nu såld till honom.